# Betriebsrat
Ein Betriebsrat ist eine institutionalisierte Arbeitnehmervertretung in Betrieben, Unternehmen und Konzernen. Fachsprachlich bezeichnet das Wort das betriebsverfassungsrechtliche Mitbestimmungsorgan, umgangssprachlich wird darüber hinaus oft auch ein einzelnes Mitglied des Organs als Betriebsrat oder Betriebsrätin bezeichnet. In Unternehmen der Handelsschifffahrt spricht man von einem Seebetriebsrat.
Wie stark die Aufgaben des Betriebsrates gesetzlich verankert sind, ist in den einzelnen Staaten sehr verschieden. In Deutschland und Österreich ist der Betriebsrat ein Organ zur Mitbestimmung und Vertretung der Arbeitnehmerinteressen, der auch an betrieblichen Entscheidungen mitwirkt. In der Schweiz ist seine Stellung hingegen schwächer. Rechtliche Grundlage in Deutschland ist das Betriebsverfassungsgesetz, nach welchem Arbeitnehmer eines Betriebs mit mindestens fünf ständigen und wahlberechtigten Arbeitnehmern berechtigt sind, einen Betriebsrat zu wählen.
Die betriebliche Mitbestimmung ist abzugrenzen von der Unternehmensmitbestimmung durch Arbeitnehmervertreter in Aufsichtsräten der Kapitalgesellschaften. Der Geltungsbereich des Betriebsverfassungsgesetzes Deutschlands erstreckt sich auf Betriebe des privaten Rechts. Für öffentliche Dienststellen und Verwaltungen ist ein Personalrat zuständig. Ausgenommen sind ferner Betriebe der Religionsgemeinschaften und ihrer karitativen oder erzieherischen Einrichtungen. Zur Mitwirkung der Arbeitnehmer ist hier aufgrund eigener Kirchengesetzgebung eine so genannte Mitarbeitervertretung berufen.
Europäische Betriebsräte sind für Unternehmen ab 1.000 Beschäftigten in grenzüberschreitenden Unternehmen in der Europäischen Union zuständig.

## Rechtliche Grundlagen

### Deutschland
Rechte und Pflichten des Betriebsrates als betriebliche Interessenvertretung der Arbeitnehmer wurden erstmals in der Weimarer Republik im Betriebsrätegesetz von 1920 kodifiziert. Nach dem Zweiten Weltkrieg wurden sie in dem 1952 erlassenen Betriebsverfassungsgesetz (BetrVG) geregelt. Es wurde 1972 als Betriebsverfassungsgesetz 1972 umfänglich und danach noch mehrfach in kleineren Teilen novelliert. Weitere Rechte und Pflichten des Betriebsrats ergeben sich aus dem Kündigungsschutzgesetz (Rechte des Betriebsrats bei Kündigung von Arbeitnehmern) oder dem Arbeitsgerichtsgesetz (Parteifähigkeit des Betriebsrates im Arbeitsgerichtsprozess), aber z. B. auch aus § 176, § 178 Abs. 4 und 5 sowie § 182 SGB IX.
In den Verwaltungen und Behörden des öffentlichen Dienstes regeln die Personalvertretungsgesetze des Bundes und der Länder die Rechte des Personalrats als Interessenvertretung der Arbeitnehmer und der Beamten.

### Österreich
Erstmals mit dem Gesetz über die Errichtung von Betriebsräten vom 15. Mai 1919 gab die Erste Republik den österreichischen Betriebsräten einen gesetzlichen Status, der mit dem Betriebsrätegesetz vom 28. März 1947 fortgeschrieben wurde und heute im Arbeitsverfassungsgesetz vom 14. Dezember 1973 (am 16. Jänner 1974 in Kraft getreten) die aktuelle Rechtsgrundlage für die Befugnisse des österreichischen Betriebsrats (§§ 50–122) sowie des Europäischen Betriebsrats (§§ 171–203) bildet. Letzte wesentliche Änderungen erfolgten im Jahr 2011.
Zur historischen Genese schrieb Wilhelm Filla über das BRG 1919, dass dieses „keinen legistischen Akt“ darstelle, der „der sozialen Wirklichkeit voraussetzungslos aufgepfropft wurde“. Diese Analyse gilt für das BRG 1947 laut dem Historiker John Evers demgegenüber nur eingeschränkt: „Der unmittelbare Druck für das BRG 1947 resultierte zwar ebenfalls – zumindest zum Teil – aus sozialen Bewegungen, die sich aus der Entnazifizierung auf betrieblicher Ebene ergaben. Es ging der Regierung und den Interessenvertretungen gemeinsam aber nicht nur darum, die mehr oder weniger spontan entstehenden betrieblichen Initiativen in rechtlich legale, sondern auch kontrollierbare Bahnen zu bringen. Vorhandene starke und eigenständige betriebliche Positionen der Arbeitnehmer blieben in den Verhandlungen – soweit nachvollziehbar – anders als 1919 ungenutzt. Das Zustandekommen und der Kompromiss des BRG 1947 spiegelten damit den bereits eingeschlagenen Weg der Interessenvertretungen Richtung „Sozialpartnerschaft“ wider. Im Gegensatz zu den folgenden Lohn- und Preisabkommen entzündeten sich am BRG 1947 aber aus den genannten Gründen keine nennenswerten Proteste oder Widerstände. Obwohl das BRG 1947 auf dem BRG 1919 fußte, unterschieden sich das BRG 1919 und das BRG 1947 damit auch im konzeptionellen Gesamtkontext fundamental. Während das BRG 1919 im Zusammenhang mit Sozialisierungsgesetzen und den langfristigen, gesellschaftsverändernden Zielen der Sozialisierung zu sehen ist, bilden die Konzepte einer Wirtschaftspartnerschaft im Kontext von wirtschaftlichem Aufbau den eigentlichen Hintergrund für das Agieren der Interessenvertretungen rund um das BRG 1947.“
Wie der deutsche Betriebsrat verfügt auch sein österreichisches Pendant über abgestufte Mitwirkungsrechte in sozialen, personellen und wirtschaftlichen Angelegenheiten, die nach Aussage des Wiener Soziologen Franz Traxler indessen schwächer ausgeprägt sind, zum Beispiel sind die zustimmungspflichtigen Gegenstände (§ 96) wesentlich begrenzter als die der deutschen Betriebsverfassung.

Die Dauer einer Funktionsperdiode beträgt fünf Jahre. In Betrieben mit mehr als 150 Beschäftigten gibt es einen Anspruch auf Freistellung von der beruflichen Tätigkeit für ein Betriebsratsmitglied bei vollem Entgelt. Die Anzahl der möglichen Freistellungen erhöht sich mit der Anzahl der Beschäftigten (2 bei mehr als 700, 3 bei mehr als 3.000 und eine weitere Freistellung für je weitere 3.000 Beschäftigte). Für den Besuch von Weiterbildungsveranstaltungen haben ordentliche Betriebsräte je Funktionsperiode bis zu drei Wochen und drei Tage Anspruch auf Bildungsfreistellung unter Fortzahlung des Entgeltes.
Laut einer aktuellen Studie des Instituts für Empirische Sozialforschung (IFES) im Auftrag von Arbeiterkammer (AK) und ÖGB beklagten österreichische Betriebsratsvorsitzende Personalknappheit, hohen Arbeitsdruck und problematisches Betriebsklima.

### Schweiz
In der Schweiz gibt es keine Betriebsräte in der Form wie in Deutschland oder Österreich, sondern sogenannte Arbeitnehmervertretungen mit deutlich geringeren Rechten.

### Frankreich
Als französisches Äquivalent des Betriebsrats sind die délégués du personnel anzusehen. Oft wird fälschlicherweise das Comité d’entreprise (CE) als Pendant zum deutschen Betriebsrat genannt. Dieses ist aber kein reines Arbeitnehmergremium. Vorsitzender des Comité d’entreprise ist der Betriebsleiter. In Deutschland wäre ein Comité d’entreprise als Harmonieverband verboten. Das Comité d’entreprise ist ein eigenständiges und rechtsfähiges Gebilde. Für die Finanzierung seiner Ausgaben hat es ein eigenes Budget (ca. 1 % des Betriebsumsatzes). Seine Rechte sind auf Informations- und Konsultationsrechte beschränkt, daneben verfügt es über ein Sozialbudget in variabler Höhe für soziale und kulturelle Aktivitäten. Verhandlungsmonopol über Betriebsvereinbarungen haben die von den Gewerkschaften aus der Belegschaft heraus ernannten Gewerkschaftsdelegierten (Délégués syndicaux).

## Geschichte (Deutschland)
1850 schlossen sich in Eilenburg vier sozialliberale Unternehmer zur Einführung einer Fabrikordnung zusammen. Dieses freiwillige Abkommen sah unter anderem die Wahl eines Arbeiterausschusses in jeder der Fabriken sowie eines von diesen Ausschüssen wiederum gewählten Fabrikrates vor. Vordenker war der Kattundruckereibesitzer Carl Degenkolb, der mit einem Gesetzesentwurf zur Einführung von Fabrikausschüssen zuvor in der Frankfurter Nationalversammlung gescheitert war. Gesetzliche Arbeiterausschüsse wurden in Deutschland erstmals in Betrieben des Bergbaus 1900 in Bayern und 1905 in Preußen eingeführt. Das während des Ersten Weltkriegs verabschiedete Vaterländische Hilfsdienstgesetz von 1916 sah die Einführung von ständigen Arbeiterausschüssen in allen für die Kriegswirtschaft wichtigen Betrieben mit mindestens 50 Beschäftigten vor. Diese hatten nur Beratungs- und Anhörungsrechte, konnten jedoch bei Nichtbeachtung ihrer Vorschläge einen paritätischen, mit einem neutralen Vorsitzenden besetzten Schlichtungsausschuss anrufen, dessen Spruch sich der Unternehmer unterwerfen musste. In der Revolution von 1918/1920 bildete sich eine breite Rätebewegung. Als deren Folge ist das im Artikel 165 der Weimarer Verfassung kodifizierte dreistufige Rätesystem anzusehen, das 1. Betriebsarbeiterräte, 2. nach Wirtschaftsgebieten gegliederte Bezirksarbeiterräte und 3. einen Reichsarbeiterrat vorsah. Eine praktische Relevanz erhielt jedoch allein der mit dem am 4. Februar 1920 erlassenen Betriebsrätegesetz für alle Betriebe mit mindestens zwanzig Beschäftigten vorgeschriebene Betriebsrat. In der Weimarer Republik wurde unter dem Schlagwort der „Wirtschaftsdemokratie“ von den ADGB-Gewerkschaften diskutiert, die Kompetenzen der Betriebsräte zu einer Produktionskontrolle zu erweitern und auf diesem Wege eine sozialistische Transformation einzuleiten. Dieses Konzept scheiterte jedoch in der Weltwirtschaftskrise ab 1929. Bei den Betriebsrätewahlen 1931 erreichte die NSBO 12 % der Arbeiter- und 25 % der Angestelltenstimmen.
Im Nationalsozialismus wurden durch das Arbeitsordnungsgesetz von 1934 alle betriebsrätlichen Aktivitäten verboten. Die Betriebsräte wurden durch so genannte Vertrauensräte abgelöst.
Mit dem Kontrollratsgesetz Nr. 22 der Alliierten vom 10. April 1946 wurden die Betriebsräte in Deutschland wieder gestattet. Das erste Betriebsverfassungsgesetz (BetrVG 1952) wurde am 11. Oktober 1952 erlassen. Es stand in der Tradition des Betriebsrätegesetzes von 1920, dessen Grundgedanken weitgehend übernommen wurden. 1972 erfolgte nach einer kontrovers geführten gesellschaftlichen Diskussion eine grundlegende Novellierung des Betriebsverfassungsgesetzes (BetrVG 1972), das 2001 erneut reformiert wurde.
Hierbei wurden unter anderem die Arbeits- und Organisationsgrundlagen der Betriebsräte verändert. Das Wahlverfahren wurde vereinfacht, eine „Gleichstellungsquote“ (Mindestsitze für das Geschlecht in der Minderheit, siehe Wahlordnung Betriebsverfassungsgesetz § 15 WO) eingeführt, die Trennung zwischen Arbeitern und Angestellten aufgehoben, die Freistellungsschwellen von Betriebsratsmitgliedern abgesenkt und die Beteiligung des Betriebsrats bei der Einführung von Gruppenarbeit ebenso ermöglicht, wie die Einschaltung von Beratern bei Betriebsänderungen.

## Allgemeine Vorschriften des deutschen Betriebsverfassungsgesetzes
Das Betriebsverfassungsgesetz (BetrVG) räumt Arbeitnehmern von Betrieben ab einer bestimmten Betriebsgröße das Recht ein, einen Betriebsrat zu wählen. Wenigstens fünf wahlberechtigte Arbeitnehmer müssen ständig beschäftigt, drei davon auch zum Betriebsrat wählbar sein. Dies gilt auch für gemeinsame Betriebe mehrerer Unternehmen. (§ 1 BetrVG) Die Formulierung in § 1 des Gesetzes, in Betrieben mit dieser Mindestzahl „werden Betriebsräte gewählt“, bedeutet jedoch nicht, dass sie in all diesen Betrieben tatsächlich gewählt werden. Er räumt den Arbeitnehmern das Recht zur Wahl eines Betriebsrats ein, die Initiative dazu muss aber von ihnen (bzw. ihren Gewerkschaften) ausgehen, ohne dass der Arbeitgeber sie behindern darf.
Die Betriebsratswahl wird durch einen Wahlvorstand eingeleitet und durchgeführt. In bisher betriebsratslosen Betrieben wird der Wahlvorstand in Unternehmen mit mehreren Betrieben von dem Gesamtbetriebsrat (GBR) oder dem Konzernbetriebsrat (KBR) bestellt. Sind diese Gremien nicht vorhanden oder bleiben sie untätig, bestellt eine Betriebsversammlung den Wahlvorstand. Zu der Betriebsversammlung dürfen entweder drei wahlberechtigte Arbeitnehmer des Betriebs oder eine im Betrieb vertretene Gewerkschaft einladen.
Arbeitnehmer im betriebsverfassungsrechtlichen Sinn sind Arbeiter und Angestellte, die in dem Betrieb, im Außendienst, mit Telearbeit oder in Heimarbeit (sofern diese hauptsächlich für den Betrieb erfolgt) beschäftigt sind. Leitende Angestellte zählen jedoch nicht dazu.
Bestehen in einem Unternehmen mehrere Betriebsräte, ist ein Gesamtbetriebsrat zu errichten. In Konzernen können darüber hinaus Konzernbetriebsräte errichtet werden (§ 54 BetrVG), die für die Behandlung von Angelegenheiten, die den Konzern oder mehrere Konzernunternehmen betreffen und nicht durch die einzelnen Gesamtbetriebsräte innerhalb ihrer Unternehmung geregelt werden können, zuständig sind (§ 58 BetrVG).
Arbeitgeber und Betriebsrat sollen zum Wohl der Arbeitnehmer und des Betriebes unter Beachtung der geltenden Tarifverträge und in Zusammenarbeit mit den vertretenen Gewerkschaften und Arbeitnehmervereinigungen zusammenarbeiten.
Wahlberechtigt sind alle Arbeitnehmer des Betriebes, die das 16. Lebensjahr vollendet haben, ohne dass erst eine Wartezeit zurückgelegt werden müsste. Auch (minderjährige) Auszubildende haben bei der Betriebsratswahl das aktive Wahlrecht, weil sie insoweit auch als Arbeitnehmer gelten (§ 5 Abs. 1 Satz 1 BetrVG). Leiharbeiter haben das aktive Wahlrecht, wenn sie länger als drei Monate im Betrieb eingesetzt werden. Leitende Angestellte besitzen weder das aktive noch das passive Wahlrecht, es gibt für diese Gruppe eine eigene Vertretung, den Sprecherausschuss.
Wählbar (passives Wahlrecht) sind alle Wahlberechtigten (also auch Azubi), die das 18. Lebensjahr vollendet haben und dem Betrieb mindestens sechs Monate angehören, oder über diesen Zeitraum in Heimarbeit hauptsächlich für den Betrieb tätig waren (§ 8 Abs. 1 Satz 1 BetrVG).
Die Amtszeit des Betriebsrats beträgt vier Jahre. Zuletzt haben die regelmäßigen Betriebsratswahlen in der Zeit vom 1. März bis 31. Mai 2022 stattgefunden. In Betrieben, die noch ohne Betriebsrat sind, kann jederzeit ein solcher gewählt werden.
Nach zwei Jahren ist ein neuer Betriebsrat zu wählen, wenn die Zahl der regelmäßig Beschäftigten um 50 % (mindestens aber um 50) zu- oder abgenommen hat.
Die Mitglieder von Betriebsräten üben ihr Amt unentgeltlich als Ehrenamt aus. Arbeitgeber müssen sie aber im erforderlichen Umfang ohne Minderung des Arbeitsentgelts für die Betriebsratsarbeit freistellen (§ 37 BetrVG). Besondere Schwierigkeiten bereitet die Berechnung des fortzuzahlenden Entgelts, wenn der Betriebsrat leistungsbezogen (Akkord, Provision, Zielvereinbarung) vergütet wird. Sie dürfen in der Ausübung ihrer Tätigkeit nicht gestört oder behindert werden (§ 78 BetrVG) und sie dürfen nach § 15 KSchG in der Regel nur außerordentlich gekündigt werden. Die außerordentliche Kündigung bedarf zudem nach § 103 BetrVG der Zustimmung des Betriebsrats oder, falls der Betriebsrat nicht ausdrücklich zustimmt, der Ersetzung der Zustimmung durch das Arbeitsgericht auf Antrag des Arbeitgebers. Ansonsten ist die Kündigung unwirksam.

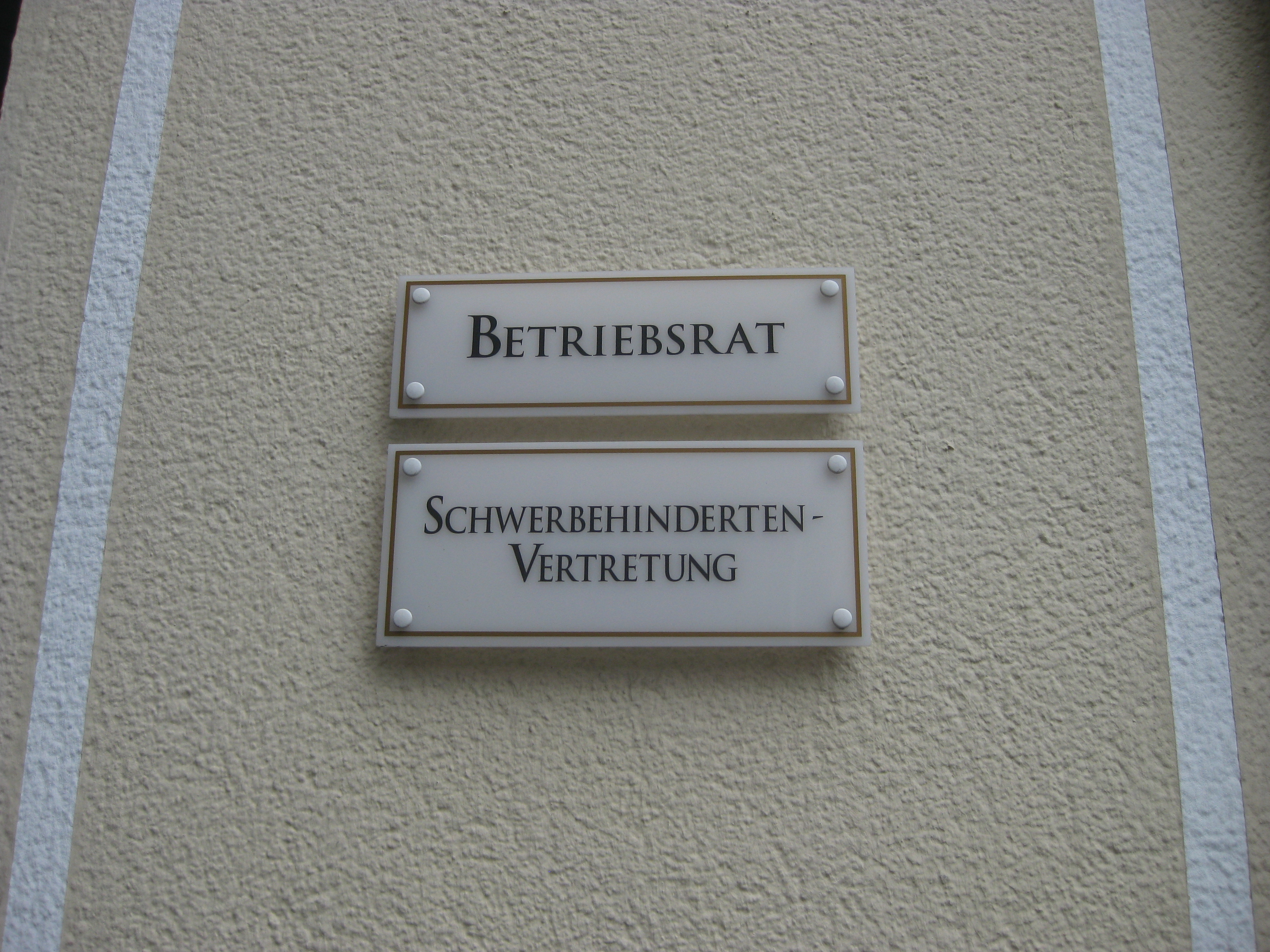
Schilder für Betriebsrat und Schwerbehindertenvertretung

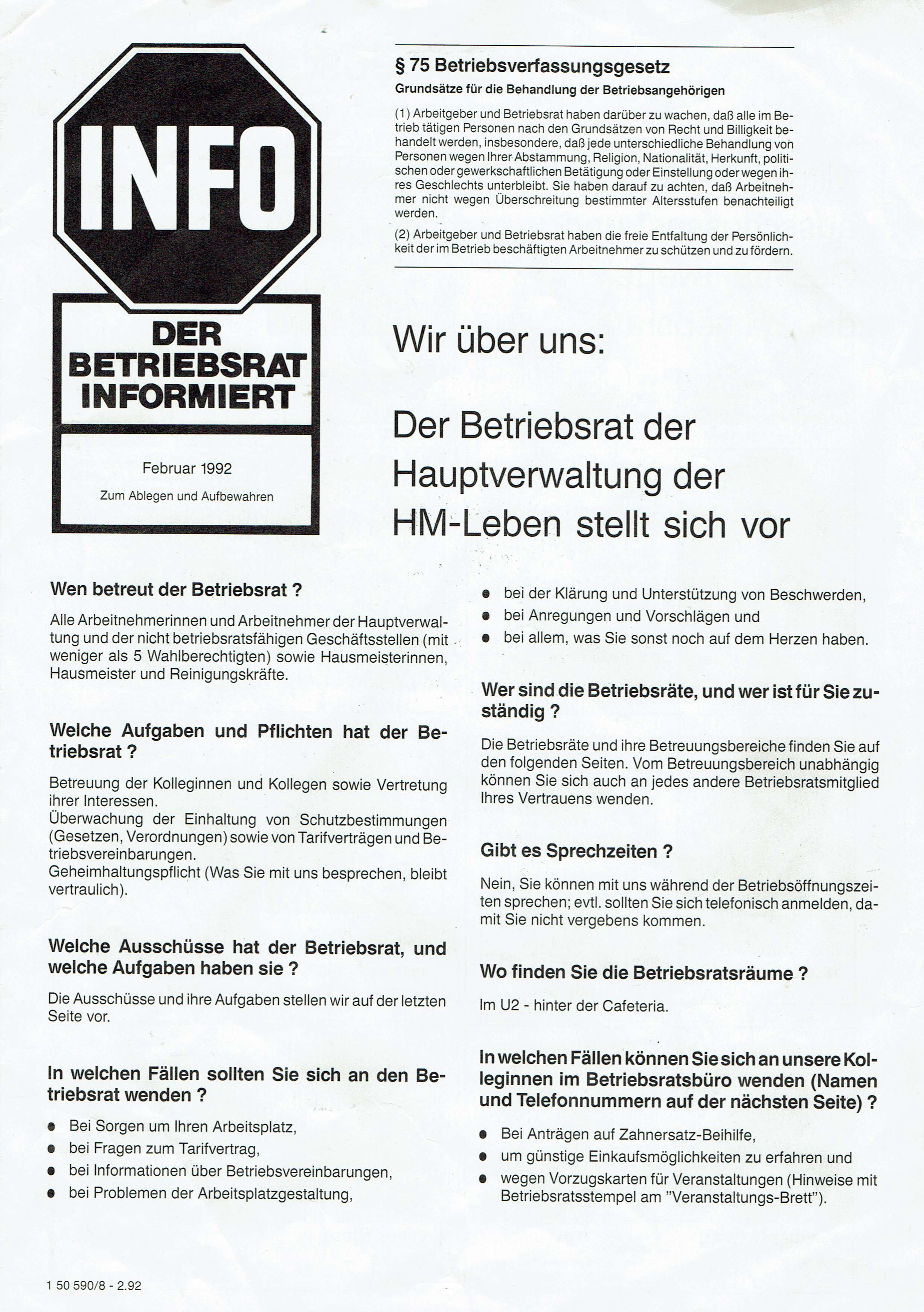
Betriebsratsinformation in einer Versicherung (1992) – Vorstellung der Betriebsratsaufgaben

### Allgemeine Aufgaben
Die Allgemeinen Aufgaben sind geregelt in § 80 BetrVG. Der Betriebsrat hat sich der Belange der Arbeitnehmer anzunehmen und Maßnahmen im Sinne der Arbeitnehmer zu beantragen und deren Anregungen aufzugreifen.
Er hat darüber zu wachen, dass die zugunsten der Arbeitnehmer geltenden Normen eingehalten werden, er hat Maßnahmen des Arbeitsschutzes und des betrieblichen Umweltschutzes zu fördern.
Besonders hat sich der Betriebsrat um benachteiligte Arbeitnehmer zu kümmern und die Eingliederung schwerbehinderter, ausländischer und älterer Arbeitnehmer zu fördern sowie die Gleichberechtigung der Geschlechter und die Vereinbarkeit von Familie und Beruf voranzutreiben.
Zu den allgemeinen Aufgaben gehört schließlich, die Wahl einer Jugend- und Auszubildendenvertretung vorzubereiten. Dazu bestellt er einen Wahlvorstand, der die Wahl durchführt.
Seit 1. Juli 2008 gestattet § 2 Abs. 3 des Rechtsdienstleistungsgesetzes die Erörterung von beteiligungspflichtigen Rechtsfragen zwischen Betriebsrat und betroffenen Arbeitnehmern.

#### Hinzuziehung eines Sachverständigen
Der Betriebsrat kann nach näherer Vereinbarung mit dem Arbeitgeber Sachverständige hinzuziehen (§ 80 Abs. 3 BetrVG).
Sachverständige sollen den Betriebsrat in Fragen beraten, in denen dem Betriebsrat die notwendige Sachkenntnis fehlt, und ihm bei der Erstellung von Betriebsvereinbarungen helfen. Anspruch auf Hinzuziehung eines Sachverständigen kann zum Beispiel bei folgenden Themen bestehen: EDV, schwierige Arbeitszeitmodelle, Beurteilungswesen, Leistungsentgelt, Interessenausgleich/Sozialplan, Einstellungstests, Bilanzanalyse und weiteren Bereichen. Die Sachverständigentätigkeit ist nicht auf die Unterstützung des Betriebsrates in einzelnen Fragen beschränkt. Sie kann sich auch auf Themen beziehen, die einer längerfristigen Beratung bedürfen. In der Frage der Erforderlichkeit hat der Betriebsrat einen Beurteilungsspielraum, der nur eingeschränkt einer gerichtlichen Prüfung zugänglich ist.
Muss ein Betriebsrat „zur Durchführung seiner Aufgaben die Einführung oder Anwendung von Künstlicher Intelligenz beurteilen“, gilt die Hinzuziehung eines Sachverständigen laut § 80 Abs. 3 Satz 2 BetrVG automatisch als erforderlich.

### Informationsanspruch
Der Betriebsrat hat generell den Anspruch, durch den Arbeitgeber über sämtliche Umstände informiert zu werden, deren Kenntnis für die Erfüllung seiner gesetzlichen Aufgaben zweckmäßig oder erforderlich ist.
Insbesondere ist er über die Personalplanung insgesamt, technische und organisatorische Veränderungen sowie über personelle Einzelmaßnahmen – wie Einstellung, Umgruppierung, Versetzung und Kündigung – rechtzeitig und umfassend zu unterrichten.
Betriebs- oder Geschäftsgeheimnisse, die vom Arbeitgeber ausdrücklich als geheimhaltungsbedürftig bezeichnet worden sind, sowie persönliche Daten der Arbeitnehmer haben der Betriebsrat und seine Mitglieder geheim zu halten. Von dieser Ausnahme abgesehen, kann der Betriebsrat seine Information an die Belegschaft weitergeben und öffentlich darüber diskutieren.

### Beratungsanspruch
Hierbei muss der Arbeitgeber den Betriebsrat nicht nur informieren, sondern sich mit ihm auch beraten – wie beim Bau technischer Einrichtungen, Änderung von Arbeitsabläufen, Förderung der Berufsausbildung etc. Maßnahmen des Arbeitgebers in beratungspflichtigen Angelegenheiten werden nicht dadurch unwirksam, dass der Arbeitgeber das Beratungsrecht nicht beachtet hat oder nicht dem Rat des Betriebsrats gefolgt ist.

### Schulungsanspruch
Wer als Betriebsrat seinen betriebsverfassungsrechtlichen Aufgaben und Pflichten ordnungsgemäß nachkommen möchte, der ist zur Teilnahme an Schulungsmaßnahmen verpflichtet.
Ein Betriebsratsmitglied, das einer erforderlichen Schulungsmaßnahme fern bleibt, begeht eine grobe Pflichtverletzung.

#### Schulungsmaßnahmen nach § 37 Abs. 6 BetrVG
§ 37 Abs. 6 BetrVG spricht hier von erforderlichen Schulungen für den Betriebsrat. Dabei handelt es sich im Grundsatz um Schulungsmaßnahmen, deren Inhalt mit den gesetzlichen Aufgaben des Betriebsrats in Zusammenhang stehen.
Wenn mehr als 50 % des Schulungsinhalts als erforderlich angesehen werden, so gilt auch die gesamte Schulungsmaßnahme als erforderlich.
Die Vermittlung von Kenntnissen gilt dann als erforderlich, wenn diese unter Berücksichtigung konkreter Verhältnisse in Betrieb und Betriebsrat notwendig sind, damit der Betriebsrat seine aktuellen und zukünftigen Aufgaben ordnungsgemäß und fachgerecht erfüllen kann.
Weiter sind Schulungen im Sinne des § 37 Abs. 6 BetrVG erforderlich, sofern das vermittelte Wissen mit der gesetzlichen Aufgabenstellung des Betriebsrats in Zusammenhang steht und es konkreten Schulungsbedarf gibt aus aktuellem betrieblichem oder betriebsratsbezogenem Anlass.
Schulungsveranstaltungen für die Vermittlung von Basiswissen können regelmäßig als erforderlich angesehen werden, sodass keine besondere Darlegung der Erforderlichkeit als notwendig angesehen wird.
Folgende Schulungsmaßnahmen werden laut Rechtsprechung als erforderlich gesehen, sind hier aber nicht abschließend aufgezählt:
- allgemeine betriebsverfassungsrechtliche Grundkenntnisse,
- allgemeine arbeitsrechtliche Grundkenntnisse,
- Kenntnisvermittlung über Leistungsentlohnung (Akkord oder Leistungsbeurteilung),
- allgemeine Lohngestaltung,
- Arbeitsschutz, Gesundheitsschutz, Arbeitssicherheit,
- Arbeitszeit (insb. bei Einführung eines neuen Arbeitszeitmodells),
- Gestaltung von Betriebsversammlungen für (neugewählte) Betriebsratsvorsitzende,
- Kenntnisse des Allgemeinen Gleichbehandlungsgesetzes (AGG)[17]
- Bildschirmarbeit, Bildschirmarbeitsverordnung,
- personelle Beteiligungsrechte bei u. a. Einstellung, Kündigung,
- aktuelle Rechtsprechung,
- Schwerbehindertenrecht,
- Tarifrecht, sofern Tarifverträge im Betrieb bestehen,
- Einführung von Telearbeit,
- Rhetorik, Gesprächsführung, Diskussions- und Verhandlungsführung für Betriebsratsmitglieder, die hauptsächlich mit dem Arbeitgeber verhandeln,
- EDV (insb. bei Neueinführung von Hard- und Software),
- BR-Wahlen (nur für Wahlvorstandsmitglieder),
- Mobbing am Arbeitsplatz (ggf. unter Darlegung entsprechender Konfliktfälle zur Begründung der Erforderlichkeit)[18]
- An Seminaren, die reine Grundkenntnisse des Arbeits- und Betriebsverfassungsrechts vermitteln, kann jedes Betriebsratsmitglied teilnehmen, insbesondere neugewählte oder nachgerückte Betriebsratsmitglieder.

Selbiges gilt, wenn der Betrieb tarifgebunden ist oder Tarifverträge Anwendung finden und das entsprechende Seminar Kenntnisse zum Tarifrecht vermittelt.
Ausschuss- oder Betriebsratsmitglieder, die durch Betriebsratsbeschluss besondere Aufgaben annehmen, haben entsprechend der nötigen Spezialkenntnisse einen Anspruch auf nötige Schulungsmaßnahmen zur Erfüllung dieser Aufgaben, ebenso wie Betriebsratsvorsitzende und Stellvertreter, sowie freigestellte Betriebsratsmitglieder (§ 38 BetrVG).
Ersatzmitglieder haben ebenfalls einen Anspruch auf Teilnahme an Schulungsveranstaltungen, sofern sie häufig zur Arbeit im Betriebsrat herangezogen werden, etwa bei größeren Betriebsratsgremien oder bei längerer Vertretungsdauer, z. B. wegen Erziehungsurlaubs des ordentlichen Mitglieds.

#### Schulungsmaßnahmen nach § 37 Abs. 7 BetrVG
Der Schulungsanspruch nach § 37 Abs. 7 BetrVG bezieht sich im Gegensatz zum kollektiven Anspruch aus § 37 Abs. 6 BetrVG auf den Anspruch eines einzelnen Betriebsratsmitglieds.
Auch hier wird der entsprechende Betriebsratsbeschluss zur Schulungsteilnahme benötigt.
Ferner ist hier ein Nachweis der besonderen Erforderlichkeit des Schulungsinhalts nicht zwingend notwendig. Die zu vermittelnden Kenntnisse der Schulungsveranstaltung sollen allgemein mit der Betriebsratstätigkeit zusammenhängen.
Die zu belegenden Schulungsmaßnahmen müssen durch die oberste Arbeitsbehörde als geeignet empfunden werden, wie es vor allem bei gesellschaftspolitischen, sozialpolitischen, wirtschaftlichen und staatsbürgerlichen Themen der Fall ist.
Als geeignet angesehen werden kann z. B.:
- Personalwesen, Personalentwicklung,
- Rhetorik,
- Sozialversicherungsrecht,
- EU-Recht,
- Binnenmarkt,
- Arbeitsmarktpolitik

Je nach betrieblicher und betriebsrätlicher Situation kann es auch vorkommen, dass solche Schulungsmaßnahmen unter den Bereich der Erforderlichkeit nach § 37 Abs. 6 BetrVG fallen.
Erstmals gewählte Betriebsratsmitglieder haben einen Schulungsanspruch von vier Wochen, wiedergewählte von drei Wochen reiner Schulungszeit.
Sollte ein Betriebsratsmitglied vor der Übernahme seines Amtes in der Jugend- und Auszubildendenvertretung tätig gewesen sein, beläuft sich sein Anspruch ebenso auf drei Wochen.
Eine Woche wird hier mit sieben Tagen gerechnet, somit hat das Betriebsratsmitglied bei einer 5-Tage-Woche Anspruch auf 20, bzw. 15 Arbeitstage.
Sollte der Arbeitgeber gegen die Schulungsteilnahme eines Betriebsratsmitglieds nach § 37 Abs. 7 BetrVG sein, so greifen die gleichen Grundsätze, wie bei Schulungsmaßnahmen nach § 37 Abs. 6 BetrVG.

#### Kostenübernahme
Der Arbeitgeber hat alle Kosten, die im direkten Zusammenhang mit der Seminarteilnahme stehen (z. B. Seminargebühren, Reisekosten, Übernachtung, Verpflegung, …), zu erstatten.
Kosten, die aufgrund persönlicher Lebensführung des Betriebsratsmitglieds anfallen, müssen vom Arbeitgeber nicht übernommen werden.
Bei Seminar- und Zusatzkosten ist vom Betriebsrat die Verhältnismäßigkeit dieser zu beachten.

#### Fahrtkostenerstattung
Je nach Kostenaufwand wird in der Regel entschieden, welches Verkehrsmittel der Seminarteilnehmer verwendet. Unter die Auswahl kann der eigene PKW fallen, ein Dienstfahrzeug, Bahn oder Flugzeug. Jedoch muss der Schulungsort beachtet werden und dementsprechend die Eignung des zu verwendenden Verkehrsmittels.
In fast allen Betrieben muss hierbei die verbindliche Reisekostenordnung oder Dienstreiseverordnung beachtet werden.

#### Verfahren zur Schulungsentsendung
Der Betriebsrat bestimmt durch einen Entsendebeschluss, welches Betriebsratsmitglied oder welche Betriebsratsmitglieder an der Schulung teilnehmen sollen.
Dieser Entsendebeschluss ist in einer Betriebsratssitzung zu fassen und dem Arbeitgeber so rechtzeitig vorzulegen (mindestens 14 Tage vor Schulungsbeginn), dass dieser genügend Zeit hat ggf. die Einigungsstelle anzurufen, wenn er mit der beabsichtigten Maßnahme nicht einverstanden ist, z. B. weil er der Ansicht ist, dass der Betriebsrat keine oder nicht genügend Rücksicht auf betriebliche Notwendigkeiten genommen hat (§ 37 Abs. 6 Satz 4 ff. BetrVG).
Sollte der Arbeitgeber der Auffassung sein, dass der Entsendebeschluss des zu besuchenden Seminars nicht den Grundsätzen der Erforderlichkeit entspricht, so kann er ein arbeitsgerichtliches Beschlussverfahren einleiten.
Eine besondere Genehmigung des Arbeitgebers zur Freistellung des Betriebsratsmitglieds im Rahmen des Entsendebeschlusses ist laut Gesetz nicht vorgesehen.

#### Schulungsanbieter in Deutschland
In Deutschland ist die Weiterbildung von Betriebsräten ein außerordentlich vielfältiger, unübersichtlicher und ungeregelter Markt. Ziele der Ausbildung sind zum einen, die Betriebsratsmitglieder in die Lage zu versetzen, ihr Amt angemessen auszuüben. Zum anderen sollen die Betriebsratsmitglieder in die Lage versetzt werden, auch nach dem Ausscheiden aus dem Amt weiter Karriere zu machen. Es können zwei Weiterbildungstypen unterschieden werden:
Typ 1 für hochqualifizierte Beschäftigte, die sich für eine begrenzte Zeit im Betriebsrat engagieren wollen und anschließend ins Berufsleben zurückkehren wollen, oft in der Dienstleistungsbranche arbeiten, mehrheitlich über einen Hochschulabschluss verfügen und eine geringe gewerkschaftliche Affinität haben.
Typ 2 für Beschäftigte aus gewerblichen Betrieben, die in der mittleren und unteren Ebene arbeiten, die Betriebsratsarbeit in der Regel als lebenslängliche Perspektive sehen und eine starke gewerkschaftliche Bindung aufweisen.
Schulungsanbieter sind Gewerkschaften (zum Beispiel IG Metall, IG Bergbau Chemie Energie, IG Bauen-Agrar-Umwelt, Gewerkschaft Nahrung-Genuss-Gaststätten), gewerkschaftsnahe Träger (zum Beispiel ver.di Bildung + Beratung, DGB Bildungswerk) und kommerzielle Anbieter (zum Beispiel ifb – Institut zur Fortbildung von Betriebsräten, Poko, W.A.F.). Dabei gibt es eine grobe Tendenz, dass Gewerkschaften Weiterbildungen von Typ 2 anbieten und kommerzielle Anbieter eher Typ 1.

### Anhörung
Vor jeder Kündigung ist der Betriebsrat anzuhören (§ 102 BetrVG). Er kann der Kündigung aus den in § 102 Abs. 3 BetrVG genannten Gründen widersprechen. Trotz eines Widerspruchs ist der Arbeitgeber rechtlich aber nicht gehindert, die Kündigung auszusprechen. Bei einem berechtigten Widerspruch muss der Arbeitgeber den gekündigten und dagegen klagenden Arbeitnehmer bis zum rechtskräftigen Abschluss des Kündigungsschutzprozesses einstweilen weiter beschäftigen.
In Österreich ist die Situation bei Kündigungen aufgrund des Arbeitsverfassungsgesetzes ein wenig anders: Der Betriebsrat ist vor einer beabsichtigten Kündigung zu informieren und auf Verlangen sind mit ihm Beratungen durchzuführen. Danach hat der Betriebsrat 1 Woche (§ 105 Abs. 1 ArbVG) lang Zeit, eine Stellungnahme abzugeben (vor dem Ablauf dieser Frist kann die Kündigung nicht rechtswirksam ausgesprochen werden). Diese Stellungnahme kann lauten „ausdrückliche Zustimmung“, „keine Stellungnahme“ oder „Widerspruch gegen die Kündigung“. Widerspricht der Betriebsrat der Kündigung, so kann er auf Anfechtung einer trotzdem ausgesprochenen Kündigung klagen (tut er das nicht und in allen anderen Fällen kann der gekündigte Arbeitnehmer selbst diese Anfechtung vornehmen). Allerdings wirkt erst das Gerichtsurteil erster Instanz „rechtsgestaltend“: Bis zu dieser Entscheidung (die mitunter sehr lange auf sich warten lassen kann) hängt der gekündigte Arbeitnehmer mit der Frage in der Luft, ob er nun als „weiterbeschäftigt“ oder als „gekündigt“ gilt.

### Mitwirkung
Der Betriebsrat kann seine Zustimmung zu personellen Einzelmaßnahmen (Umgruppierung, Einstellung, Eingruppierung oder Versetzung von Mitarbeitern) verweigern und der Maßnahme widersprechen, wobei ihm jedoch nur ein bestimmter Katalog von Verweigerungsgründen zur Verfügung steht. Der Arbeitgeber darf dann die Maßnahme nicht durchführen, er kann beim Arbeitsgericht die fehlende Zustimmung des Betriebsrates ersetzen lassen; in dringenden Fällen sind bis zur Entscheidung des Gerichtes einseitige vorläufige Maßnahmen des Arbeitgebers zulässig. Führt der Arbeitgeber eine Maßnahme ohne Zustimmung des Betriebsrats durch, so kann der Betriebsrat dagegen vor dem Arbeitsgericht vorgehen. Das Arbeitsgericht legt dem Arbeitgeber die Aufhebung der Maßnahme auf, wenn der Betriebsrat zu Recht widersprochen hatte.

### Mitbestimmung

#### Echte Mitbestimmung
Maßnahmen werden erst durch die Zustimmung des Betriebsrates wirksam. Ein echtes Mitbestimmungsrecht hat der Betriebsrat in den nachfolgenden sozialen Angelegenheiten, sofern nicht bereits eine vorrangige gesetzliche oder tarifvertragliche Regelung besteht (§ 87 BetrVG).
- Beginn und Ende der täglichen Arbeitszeit einschließlich der Pausen sowie Verteilung der Arbeitszeit auf die einzelnen Wochentage,
- Mehrarbeit,
- Fragen der Betriebsordnung und des Verhaltens der Arbeitnehmer im Betrieb,
- Einführung und Anwendung von technischen Einrichtungen, mit denen eine Leistungs- und Verhaltenskontrolle möglich ist.[25][26]
  - dies erfasst auch die Mitteilungen des Arbeitgebers in den sozialen Medien, wie Facebook, Twitter, Google+ etc., die auch das Verhalten oder die Leistung der Arbeitnehmer zum Gegenstand haben. Denn solche Einträge können eben gerade dazu geeignet sein, die betroffenen Arbeitnehmer im Hinblick auf ihr Verhalten und ihre Leistung zu überwachen (vgl. BAG, 13. Dezember 2016 – 1 ABR 7/15)[27][28].
- Ausgestaltung des Arbeitsschutzes,
- Einführung und Anwendung von neuen Entlohnungsgrundsätzen
- Aufstellung allgemeiner Urlaubsgrundsätze und des Urlaubsplans, wenn zwischen dem Arbeitgeber und den beteiligten Arbeitnehmern kein Einverständnis erzielt wird,
- Sozialeinrichtungen wie Kantinen etc.,
- Zuweisung und Kündigung von Wohnräumen,
- Festsetzung der Akkordlohn- und Prämiensätze,
- Grundsätze über das betriebliche Vorschlagswesen sowie
- Gruppenarbeitsgrundsätze.

Darüber hinaus besteht in wenigen weiteren Angelegenheiten ein echtes Mitbestimmungsrecht:
- Betriebliche Weiterbildung (§§ 96 bis 98 BetrVG)
- Zielvereinbarungen: Ohne Bezug zum Entgelt ist eine Zielvereinbarung ein mitbestimmungspflichtiger „allgemeiner Beurteilungsgrundsatz“ nach § 94 Abs. 2 BetrVG, bei Kontrolle durch Datenverarbeitungssystem gilt zusätzlich eine Mitbestimmung der Leistungs- und Verhaltenskontrolle nach § 87 Abs. 1 Nr. 6 BetrVG. Bei Bezug zum Entgelt finden § 87 Abs. 1 Nr. 10–12 BetrVG Anwendung.

Die Mitbestimmung beginnt häufig mit einer Verhandlung zwischen Betriebsrat und Betriebsleitung. Das Ziel ist dann, eine Betriebsvereinbarung abzuschließen. Können sich Arbeitgeber und Betriebsrat jedoch nicht einigen, entscheidet auf Antrag einer Seite die Einigungsstelle.

#### Mitbestimmung bei Betriebsänderungen
Bei gravierenden Betriebsänderungen besteht ein erzwingbares Mitbestimmungsrecht (§§ 111 ff. BetrVG) zum Abschluss eines Interessenausgleichs (gilt nicht in Tendenzschutzbetrieben, siehe § 118 BetrVG) und zum Abschluss eines Sozialplans.
Das Gesetz nennt:
- Einschränkung oder Stilllegung des ganzen Betriebs oder von wesentlichen Betriebsteilen,
- Verlegung des ganzen Betriebs oder von wesentlichen Betriebsteilen,
- Zusammenschluss mit anderen Betrieben oder die Spaltung von Betrieben,
- Grundlegende Änderungen der Betriebsorganisation, des Betriebszwecks oder der Betriebsanlagen sowie
- Einführung grundlegend neuer Arbeitsmethoden und Fertigungsverfahren.

Von besonderer Bedeutung sind dabei Einschränkungen oder Stilllegungen, aber auch Zusammenlegungen, die mit einem Personalabbau bis hin zur Massenentlassung einhergehen. In diesen Fällen kann der Betriebsrat einen Sozialplan notfalls durch Spruch der Einigungsstelle erzwingen und einen Interessenausgleich gleichfalls vor der Einigungsstelle verhandeln lassen, der aber, anders als der Sozialplan, nicht spruchfähig ist.
Weicht der Arbeitgeber von einem Interessenausgleich ohne zwingenden Grund ab oder unterlässt er sogar den Versuch der Herbeiführung einer Einigung, so sind Nachteilsausgleichsansprüche der Arbeitnehmer die Folge. Der Betriebsrat kann auch einen eigenen Unterlassungsanspruch gegen den Arbeitgeber gegen die Durchführung der Betriebsänderung haben.

#### Mitbestimmungsmöglichkeiten
Die Aufgaben und Rechte der betrieblichen Mitbestimmung sind überwiegend dem gesamten Betriebsrat gegeben, nicht dem einzelnen Betriebsratsmitglied. Ob diese Aufgaben und Rechte initiativ und aktiv ausgeführt und durchgesetzt werden oder ob aus Gründen der Harmonie auf die Wahrnehmung der Rechte weitgehend verzichtet wird, ergibt sich daher aus den Mehrheitsverhältnissen im Betriebsrat.
Zuwendungen des Arbeitgebers an Betriebsratslisten oder diese tragende Vereinigungen oder auch an einzelne Mitglieder, die vom Arbeitgeber bevorzugt werden, sind deswegen strafbewehrt verboten.

#### Arten der Mitbestimmung (Mitbestimmungsebenen)
Es wird unterschieden zwischen folgenden Ebenen der Mitbestimmung:
1. Mitbestimmung am Arbeitsplatz,
2. Betriebliche Mitbestimmung,
3. Unternehmensmitbestimmung,
4. Mitbestimmung in der Wirtschaft (zum Beispiel Kammern).

Der Betriebsrat ist nach dem Betriebsverfassungsgesetz nur für die ersten beiden Ebenen zuständig. Die betriebliche Mitbestimmung gilt unabhängig von der Rechtsform des Unternehmens, während die Unternehmensmitbestimmung nur für Kapitalgesellschaften mit mindestens 500 regelmäßigen Arbeitnehmern vorgesehen ist. Das Mitbestimmungsorgan ist hier nach dem Mitbestimmungsgesetz, dem Montan-Mitbestimmungsgesetz oder dem Drittelbeteiligungsgesetz der Aufsichtsrat. Oft werden Mitglieder eines Betriebsrats auch in den Aufsichtsrat gewählt. Sie nehmen dann in diesem Unternehmensorgan das Mitbestimmungsrecht als Arbeitnehmervertreter wahr.

### Betriebsratsvorsitzende
Der Betriebsratsvorsitzende vertritt den Betriebsrat im Rahmen der von ihm gefassten Beschlüsse. Er ist insoweit gesetzlicher Vertreter des Betriebsrats in der Erklärung, nicht aber im Willen. Eine Generalvollmacht für den Betriebsratsvorsitzenden ist, auch durch Beschluss, unzulässig. Neben der Aufgabe, den Betriebsrat zu vertreten, ist der Betriebsratsvorsitzende berechtigt und zuständig, Erklärungen, die dem Betriebsrat gegenüber abzugeben sind, entgegenzunehmen. Ist der Betriebsratsvorsitzende verhindert, so nimmt der stellvertretende Betriebsratsvorsitzende dessen Aufgaben wahr.
Darüber hinaus obliegt es dem Vorsitzenden eines Betriebsrats von bis zu sieben Mitgliedern, die laufenden Geschäfte des Betriebsrates zu führen, bei Betriebsräten mit mehr Mitgliedern ist der Betriebsratsvorsitzende geborenes Mitglied des Betriebsausschusses, dem auch die Geschäftsführung dieses Gremiums obliegt. Eine weitere Aufgabenzuteilung kann durch eine Geschäftsordnung oder durch Beschluss erfolgen.
Im Einzelnen sind dem Betriebsratsvorsitzenden durch das Betriebsverfassungsgesetz folgende Aufgaben zugewiesen:
- die Führung der laufenden Geschäfte in Betriebsräten mit weniger als 9 Mitgliedern, § 27 Abs. 3 und 4 BetrVG,
- die Mitgliedschaft im Betriebsausschuss, § 27 Abs. 1 BetrVG,
- die Einberufung von Sitzungen, § 29 Abs. 2 BetrVG,
- die Festlegung der Tagesordnung unter Berücksichtigung evtl. eingegangener Anträge, § 29 Abs. 2 BetrVG,
- die Ladung der Betriebsratsmitglieder, bzw. der Ersatzmitglieder, § 29 Abs. 2 und § 25 BetrVG,
- die Ladung der Schwerbehindertenvertretung, bzw. der Jugend- und Auszubildendenvertretung, § 29 Abs. 2, bzw. § 32 und § 67 BetrVG,
- die Leitung der Sitzungen, § 29 Abs. 2 und 3 BetrVG,
- die Unterzeichnung der Sitzungsniederschriften (Protokolle), § 34 Abs. 1 BetrVG,
- die Leitung von Betriebs- und Teilversammlungen, § 42 Abs. 1 Satz 1 BetrVG,
- die Teilnahme an Sitzungen der Jugend- und Auszubildendenvertretung, falls nicht ein anderes Betriebsratsmitglied damit beauftragt wurde, § 65 Abs. 2 BetrVG,
- die beratende Teilnahme an den Sprechstunden der Jugend- und Auszubildendenvertretung, falls nicht ein anderes Betriebsratsmitglied damit beauftragt wurde.

Gibt der Betriebsratsvorsitzende Erklärungen außerhalb der vom Betriebsrat gefassten Beschlüsse ab, so handelt er ohne Vertretungsmacht. Derartige Erklärungen sind unwirksam; der Betriebsrat kann sie nachträglich genehmigen. Allerdings kann der Erklärungsempfänger, etwa der Arbeitgeber, darauf vertrauen, dass der Betriebsratsvorsitzende zur Abgabe der Erklärung bevollmächtigt war, soweit er keine gegenteiligen Anhaltspunkte hat. Auf die Unwirksamkeit der Erklärung kann sich der Betriebsrat solange nicht berufen, wie er den Erklärungsempfänger nicht von der fehlenden Vertretungsmacht in Kenntnis setzt.
Wird eine dem Betriebsrat gegenüber abzugebende Erklärung nicht dem Betriebsratsvorsitzenden, sondern einem anderen Betriebsratsmitglied gegenüber abgegeben, so entfaltet sie so lange keine Wirkung, wie sie nicht dem Betriebsratsvorsitzenden zugegangen ist. Dies ist vor allem in Fällen von Bedeutung, in denen mit dem Zugang einer Erklärung Fristen zu laufen beginnen, etwa bei der Mitbestimmung im Falle einer Kündigung. Sind sowohl der Vorsitzende als auch sein Stellvertreter verhindert und hat der Betriebsrat für solche Fälle keine Maßnahmen getroffen, so sind Erklärungen gegenüber dem Betriebsrat bereits dann wirksam, wenn sie irgendeinem Betriebsratsmitglied zugegangen sind. Der Betriebsrat kann auch andere Betriebsratsmitglieder durch Beschluss zur Entgegennahme von Erklärungen bestimmen, z. B. bei besonderer Sachkunde. Ist dies dem Arbeitgeber mitgeteilt worden, kann er entsprechend verfahren. Sind einem Ausschuss des Betriebsrats Aufgaben zur selbstständigen Erledigung übertragen worden, ist der Ausschussvorsitzende im Rahmen der übertragenen Aufgaben zur Entgegennahme befugt.
Bei grober Pflichtverletzung kann der Betriebsratsvorsitzende auf Antrag vom Arbeitsgericht aus dem Betriebsrat ausgeschlossen werden (§ 23 Abs. 1 Satz 2 BetrVG).

### Ersatzmitglieder des Betriebsrats
Ersatzmitglieder des Betriebsrats sind vereinfacht gesagt „Betriebsratsmitglieder auf Bereitschaft“, sie sind nicht direkt in den Betriebsrat gewählt worden.
Ein Ersatzmitglied nimmt seine Tätigkeit auf, wenn ein ordentliches Betriebsratsmitglied dauerhaft aus dem Betriebsrat ausscheidet oder zeitweilig verhindert ist (§ 25 BetrVG).

#### Ordentliches Nachrücken
Ein Ersatzmitglied rückt vollständig in den Betriebsrat nach, wenn ein ordentliches Betriebsratsmitglied endgültig aus dem Betriebsrat ausscheidet. Es bedarf hierbei keiner besonderen Feststellung.
Dies ist der Fall, wenn das ordentliche Mitglied:
- aus dem Betrieb ausscheidet,
- von seinem Amt zurücktritt,
- seine Wählbarkeit verloren hat,
- vom Arbeitsgericht durch rechtskräftigen Beschluss aus dem Betriebsrat ausgeschlossen wird,
- durch das Arbeitsgericht als nicht wählbar eingestuft wird.

Das Ersatzmitglied gilt dann automatisch als vollwertiges Mitglied, übernimmt aber nicht automatisch die Aufgaben des ausgeschiedenen.

#### Zeitweiliges Nachrücken
Gründe für eine zeitweilige Verhinderung:
- Krankheit
- Kur
- Rehabilitation
- Urlaub
- Seminarteilnahme
- Dienstreise
- Persönliche Betroffenheit an der in der Sitzung zu besprechenden Maßnahme
- Ruhendes Arbeitsverhältnis kraft Gesetzes (z. B. Erziehungsurlaub)

Die Stellvertretung durch ein Ersatzmitglied muss objektiv erforderlich sein. Dem Ersatzmitglied darf nicht willkürlich das Nachrücken ermöglicht werden, nur um etwa den Kündigungsschutz zu erreichen.

#### Reihenfolge des Nachrückens

##### Bei Mehrheitswahl
Wurde die Betriebsratswahl im Zuge der Mehrheitswahl durchgeführt, rücken die Ersatzmitglieder ihrer erreichten Stimmenanzahl entsprechend in den Betriebsrat nach.
Hierbei ist das Geschlecht in der Minderheit zu berücksichtigen (§ 15 Abs. 2 BetrVG).

##### Bei Verhältniswahl (Listenwahl)
Wurde die Betriebsratswahl im Zuge der Listenwahl durchgeführt, geschieht das Nachrücken entsprechend der festgelegten Reihenfolge der Liste.
Ist die Liste erschöpft, dann rückt das entsprechende Ersatzmitglied der Liste nach, auf die der nächste Sitz fallen würde (§ 25 Abs. 2 BetrVG).

#### Sonstiges
Sollten nach Einladung aller Ersatzmitglieder eines Geschlechts keine Sitze des jeweiligen Geschlechts mehr zu besetzen sein, werden die Ersatzmitglieder des anderen Geschlechts geladen (§ 126 Nr. 5a BetrVG).
Scheidet ein Betriebsratsmitglied dauerhaft aus, ohne dass Ersatzmitglieder noch vorhanden sind, muss ein neuer Betriebsrat gewählt werden (§ 13 Abs. 2 Nr. 2 BetrVG).
Der alte Betriebsrat bleibt bis zur Bekanntgabe des neuen Gremiums rechtskräftig und geschäftsfähig im Amt.

#### Kündigungsschutz
Für die Vertretungsdauer des Ersatzmitgliedes unterliegt dieses einem besonderen Kündigungsschutz (§ 15 KSchG, § 103 BetrVG).
Dieser Kündigungsschutz beginnt mit Eintreten des Verhinderungsfalls des ordentlichen Betriebsratsmitglieds und endet mit dessen Ende. Danach genießt das vorübergehend nachgerückte Ersatzmitglied für die Dauer eines Jahres einen eingeschränkten Kündigungsschutz, der jedes Mal nach erneutem Nachrücken erneut entsteht.

### Beschlussfassung
Der Betriebsratsbeschluss ist das Ergebnis der Abstimmungen, die der beschlussfähige Betriebsrat in seinen Sitzungen zu Angelegenheiten trifft, die in seinen gesetzlichen Aufgabenbereich fallen.
Ein Beschluss gilt als gefasst, wenn die Mehrheit der anwesenden Betriebsratsmitglieder nach vorangegangener Beratung abgestimmt hat (§ 33 Abs. 1 Satz 1 BetrVG).

#### Beschlussfähigkeit
Der Betriebsrat ist nur beschlussfähig, wenn mindestens die Hälfte der Mitglieder, ggf. ergänzt durch Ersatzmitglieder, an einer Abstimmung innerhalb des Gremiums während der Betriebsratssitzung teilnimmt.
Maßgebend ist hierbei die bei der Betriebsratswahl durch den Wahlvorstand festgestellte Zahl der Betriebsratsmitglieder (§ 9 BetrVG).
Der aktiven Teilnahme an der Beschlussfassung entziehen kann sich ein Betriebsratsmitglied nur, indem es sich als von der zu beschließenden Maßnahme persönlich betroffen erklärt und dies auch objektiv gegeben ist. Es ist dann vorübergehend von der Sitzung ausgeschlossen. Beispiele: Übertragung einer höherwertigen Tätigkeit; Kündigung des Mitglieds. In diesen Fällen ist ein Ersatzmitglied als Nachrücker einzuladen. Da sich eine Stimmenthaltung faktisch als Ablehnung auswirkt, kann sie nicht als Nichtteilnahme an der Abstimmung ausgelegt werden.

#### Das Stimmrecht
Grundsätzlich ist jedes Betriebsratsmitglied berechtigt, bei der Beschlussfassung abzustimmen.
Nehmen Mitglieder der Jugend- und Auszubildendenvertretung (JAV) an der Beschlussfassung teil, weil die von ihnen vertretenen Personen von der Angelegenheit überwiegend betroffen sind (§ 67 Abs. 2 BetrVG), so werden ihre Stimmen mitgezählt (§ 33 Abs. 3 BetrVG).
Ist ein Betriebsratsmitglied aber in eigener Angelegenheit betroffen, z. B. bei Versetzung oder Umgruppierung, dann entfällt auf Grund einer Interessenkollision das Beratungs- und Stimmrecht. Das Betriebsratsmitglied hat die Sitzung zum entsprechenden Tagesordnungspunkt zu verlassen und ein Ersatzmitglied nimmt währenddessen seinen Platz ein. Geschieht das nicht, so gilt der Betriebsratsbeschluss als unwirksam.
Rechtsfolge: Wenn es sich um eine Zustimmungsverweigerung handelt, gilt diese Zustimmung mangels wirksamer Beschlussfassung als erteilt.

#### Absolute Mehrheit
Eine einfache Stimmenmehrheit der anwesenden Mitglieder reicht nicht aus, wenn die Mehrheit der Stimmen der Betriebsratsmitglieder erforderlich ist.
Dies bestimmt das BetrVG in folgenden Fällen:
- Beim Rücktritt des Betriebsrats (§ 13 Abs. 2 Nr. 3 BetrVG)
- Bei Aufstellung einer Geschäftsordnung (§ 36 BetrVG)
- Bei Beauftragung des Gesamtbetriebsrats zu Regelung einer Angelegenheit mit der Unternehmensleitung für den Betriebsrat (§ 50 Abs. 2 BetrVG)
- Bei Übertragung von Aufgaben auf Ausschüsse zur selbstständigen Erledigung (§ 27 Abs. 3 und § 28 BetrVG)
- Bei Übertragung von Aufgaben des Wirtschaftsausschusses an einen Ausschuss des Betriebsrats (§ 107 Abs. 3 BetrVG)

Beispiel: Ein Betriebsrat hat 19 Mitglieder und die JAV hat 3 Mitglieder. Bei Abgabe von 12 Stimmen für den Antrag ist die absolute Mehrheit erreicht. Bei Abgabe von 11 Stimmen von Betriebsräten für den Antrag und 8 von Betriebsräten sowie 3 der JAV gegen den Antrag gilt die absolute Mehrheit als verfehlt.

#### Aussetzen von Beschlüssen
Ein Beschluss des Betriebsrats kann für die Dauer von einer Woche ausgesetzt werden (§ 35 BetrVG). Einen Antrag hierfür können nach § 35 BetrVG stellen:
- die Jugend- und Auszubildendenvertretung (JAV)
- die Schwerbehindertenvertretung (SBV)

Ein Antrag auf das Aussetzen eines Beschlusses ist nur möglich, wenn von einer der o. g. Interessenvertretungen geltend gemacht werden kann, dass dieser Beschluss eine Beeinträchtigung in erheblicher Weise für die von ihnen vertretene Arbeitnehmergruppe darstellt.
Nach Ablauf der einwöchigen Frist kann bei ordnungsgemäßer Beteiligung des Antragstellers eine erneute Beschlussfassung herbeigeführt werden. Wenn dieser Beschluss bestätigt wird, ist ein erneuter Antrag auf Aussetzung der Beschlussfassung nicht mehr möglich (§ 35 Abs. 2 Satz 2 BetrVG).

#### Gerichtliche Überprüfung von Beschlüssen
Betriebsratsbeschlüsse können vom Gericht nur auf ihre Rechtmäßigkeit geprüft werden, nicht aber auf ihren sachlichen Zweck.
Ob ein Beschluss nichtig ist, kann in Urteils- oder Beschlussverfahren als Vorfrage geltend gemacht werden unter der Voraussetzung, dass der Beschluss Rechtswidrigkeiten beinhaltet oder nicht ordnungsgemäß zustande gekommen ist (z. B. durch Erpressung).
Ob ein Beschluss alle Voraussetzungen der Ordnungsmäßigkeit und Rechtswirksamkeit erfüllt, ist vom gesamten Betriebsratsgremium im Vorfeld der Beschlussfassung zu prüfen.

#### Rechtsfolgen bei nichtiger Beschlussfassung
Sofern es sich um eine Maßnahme handelt, die nicht unter die Mitbestimmung des Betriebsrats fällt, hat ihre Nichtigkeit keine Auswirkung auf die Maßnahmen des Arbeitgebers.
Wenn es sich um eine Maßnahme im Zuge der Mitbestimmungspflicht handelt, so wirkt der Beschluss nicht konstitutiv und die Maßnahmen des Arbeitgebers sind unwirksam.
Falls der Arbeitgeber keine Kenntnisse über die Nichtigkeitsgründe hat, kann evtl. ein Vertrauensschutz zugunsten des Arbeitgebers bestehen.

#### Betriebsratssitzung
Auf der Betriebsratssitzung entscheidet der Betriebsrat durch Besprechung mit anschließender Abstimmung über Maßnahmen, die er im Zuge seiner gesetzlichen Aufgaben, Rechte und Pflichten trifft oder vorhat zu treffen. Die Sitzung findet normalerweise als Präsenzsitzung statt (§ 30 Abs. 1 Satz 5 BetrVG). Betriebsratssitzungen per Video- oder Telefonkonferenz sind mittlerweile auch möglich – aber nur, wenn der Betriebsrat das in seiner Geschäftsordnung geregelt hat, nicht mehr als ein Viertel der Mitglieder dem widerspricht und die Vertraulichkeit auch digital gewahrt bleibt (§ 30 Abs. 2 BetrVG).
Außerhalb einer ordnungsgemäßen Sitzung kann der Betriebsrat keine wirksamen Beschlüsse fassen.

##### Einladung zur Betriebsratssitzung
Der Betriebsratsvorsitzende hat alle Teilnehmer ordnungsgemäß und rechtzeitig unter Mitteilung der Tagesordnung zur Betriebsratssitzung einzuladen.
Der Inhalt der Tagesordnung ist möglichst genau anzugeben. Pauschale Aussagen wie „Verschiedenes“ oder „personelle Einzelmaßnahmen“ sind dringend zu vermeiden.
Den Betriebsratsmitgliedern muss durch den Zeitpunkt der Einladung ausreichend Zeit und Gelegenheit gegeben werden, sich ordnungsgemäß auf die Sitzung vorzubereiten.

##### Teilnehmerkreis
Zur Betriebsratssitzung sind alle Mitglieder des Betriebsratsgremiums rechtzeitig und ordnungsgemäß einzuladen. Ihnen ist genügend Vorbereitungszeit und Gelegenheit zur eigenen Willensbildung zu geben.
Bei zeitweiliger Verhinderung durch Krankheit oder Urlaub ist das nächste nachrückende Ersatzmitglied zu laden (§ 25 Abs. 1 BetrVG).
Sollte dies vom Betriebsratsvorsitzenden unterlassen werden, so gelten alle auf dieser Sitzung gefassten Beschlüsse als unwirksam.
Eine Ausnahme ist nur gegeben, wenn der Betriebsratsvorsitzende keine Kenntnis der Verhinderung des Betriebsratsmitglieds besaß und eine kurzfristige Ladung des Ersatzmitglieds nicht mehr möglich war.
Diese Aussage ist Falsch-siehe [41]: Bei Anwesenheit eines geladenen Betriebsratsmitglieds im Betrieb, das nicht zur Sitzung erscheint, darf kein Ersatzmitglied nachrücken.

###### Gewerkschaften
Auf Antrag eines Viertels der Betriebsratsmitglieder hat der Betriebsratsvorsitzende einen Gewerkschaftsvertreter der im Betrieb vertretenen Gewerkschaft einzuladen (§ 31 BetrVG).
Der Vertreter der Gewerkschaft kann während der Sitzung eine beratende Rolle einnehmen.
Der Arbeitgeber kann dem Gewerkschaftsvertreter nicht verweigern, den Betrieb zum Zweck der Sitzungsteilnahme zu betreten.

###### Schwerbehindertenvertretung
Die Schwerbehindertenvertretung (SBV) hat das Recht, an allen Sitzungen des Betriebsrats beratend, aber ohne Stimmrecht teilzunehmen (§ 32 BetrVG, § 178 Abs. 4 SGB IX). Dazu ist die SBV unter Mitteilung aller Tagesordnungspunkte ordnungsgemäß und rechtzeitig zu allen Sitzungen des Betriebsrats, seiner Ausschüsse sowie seiner Arbeitsgruppen nach § 28a BetrVG einzuladen. Dies gilt gleichermaßen auch für den Wirtschaftsausschuss (BAG, 4. Juni 1987 - 6 ABR 70/85), den Arbeitsschutzausschuss (ASA), gemeinsame Ausschüsse des Betriebsrats mit dem Arbeitgeber nach § 28 Abs. 2 BetrVG, für Paritätische Kommissionen (PaKo) sowie für die sog. Monatsgespräche des Betriebsrats oder des Betriebsausschusses mit dem Arbeitgeber nach § 178 Abs. 5 SGB IX.
„Entgegen dem zu eng gefassten Wortlaut des § 32 Abs. 3 BetrVG haben auch Vertrauenspersonen der Schwerbehinderten, die für den betreffenden Betrieb nach § 177 Abs. 1 SGB IX oder nach § 180 Abs. 1 Satz 2 SGB IX als Gesamtschwerbehindertenvertretung für einen Betrieb ohne SBV zuständig sind, ein Einsichtsrecht. Das folgt aus § 182 Abs. 1 SGB IX, nach dem der Betriebsrat zur engen Zusammenarbeit mit der SBV verpflichtet ist. Sind diese Vertrauenspersonen nach § 178 Abs. 4 und 5 SGB IX zu allen Sitzungen und Besprechungen des Betriebsrats hinzuzuziehen und nach § 29 Abs. 2 Satz 4 BetrVG unter Mitteilung der Tagesordnung zu laden, so müssen sie auch in der Lage sein, sich über den Gang der Beratungen im Betriebsrat durch Einsichtnahme in die Unterlagen ein eigenes Bild zu verschaffen. Ansonsten könnten Sie nicht ihre gesetzliche Aufgabe erfüllen.“ Das umfasst auch die Niederschrift (vgl. sinngemäß den grdl. Aufsatz von Düwell, ZTR 12.2020, Seite 681 bis 684: „Protokoll des Personalrats – Recht auf Einsicht und Aushändigung? Auch für die SBV?“).

###### Jugend- und Auszubildendenvertretung (JAV)
Zu allen Betriebsratssitzungen kann die JAV einen entsprechenden Vertreter entsenden (§ 67 Abs. 1 BetrVG). Bei allen Angelegenheiten bzgl. der jugendlichen Arbeitnehmer und Auszubildenden des Betriebs sind alle Mitglieder der Jugend- und Auszubildendenvertretung ordnungsgemäß und rechtzeitig einzuladen, die im Gegensatz zur Schwerbehindertenvertretung bei der Beschlussfassung stimmberechtigt sind (§ 67 Abs. 1 und § 60 Abs. 1 BetrVG).

###### Sprecherausschuss leitender Angestellter
Der Betriebsratsvorsitzende kann den Sprecherausschuss oder eins seiner Mitglieder zur Sitzung einladen (§ 2 Abs. 2 Satz 2 Sprecherausschussgesetz).

###### Der Arbeitgeber
Der Arbeitgeber hat kein allgemeines Recht auf Teilnahme an den Sitzungen des Betriebsrats.
Eine Ausnahme besteht, wenn er die Einberufung einer Sitzung beantragt hat. In diesem Fall ist er mindestens zu seinen beantragten Punkten vom Betriebsratsvorsitzenden einzuladen (§ 29 Abs. 4 BetrVG).
Ist der Arbeitgeber ausdrücklich vom Betriebsratsvorsitzenden zur Sitzungsteilnahme eingeladen, so hat er im Rahmen der vertrauensvollen Zusammenarbeit zwischen Betriebsrat und Arbeitgeber dieser Einladung nachzukommen oder eine Vertretung mit entsprechenden Fachkenntnissen zu entsenden.

###### Arbeitgeberverband
Bei Teilnahme des Arbeitgebers an einer Betriebsratssitzung ist dieser berechtigt einen Beauftragten seines Arbeitgeberverbandes hinzuziehen, sofern er diesem angehört (§ 29 Abs. 4 Satz 2 BetrVG).
Der Beauftragte des Arbeitgeberverbandes hat kein Rederecht während der Sitzung, allerdings kann der Betriebsratsvorsitzende ihm das Wort erteilen.

###### Sonstige
Sofern die Erforderlichkeit besteht und eine nähere Absprache mit dem Arbeitgeber getroffen wurde, können u. a. technische Aufsichtsbeamte der Berufsgenossenschaft oder Mitglieder des Gesamtbetriebsrats zur Sitzung eingeladen werden.

###### Weitere Information
Bis zur Aussetzung der Wehrpflicht im Jahr 2011: Vertrauensperson von Zivildienstleistenden
Aufgrund der Aussetzung der Wehrpflicht nicht aktuell, jedoch sollten in den Betriebsratssitzungen Angelegenheiten besprochen werden, die Zivildienstleistende betreffen, ist deren Vertretung rechtzeitig und ordnungsgemäß unter Mitteilung der Tagesordnungspunkte zu laden.

##### Wann muss die Sitzung stattfinden?
Der Betriebsratsvorsitzende beruft eine Sitzung ein, wenn:
- die Erforderlichkeit besteht,
- in einer Geschäftsordnung ein Zusammenkommen vorgesehen ist (§ 36 BetrVG),
- dies von einem Viertel der Betriebsratsmitglieder beantragt wurde (§ 29 Abs. 3 BetrVG),
- dies vom Arbeitgeber beantragt wurde (§ 29 Abs. 3 BetrVG).

## Betriebsrat und Gewerkschaften
Im deutschen System der „dualen Interessenvertretung“ sind die Institutionen Betriebsrat und Gewerkschaft formal getrennt. Ihre Zuständigkeiten sind im Betriebsverfassungsgesetz und im Tarifvertragsgesetz geregelt. In der betrieblichen Praxis existiert ein enges Zusammenwirken vom Betriebsrat und der zuständigen Gewerkschaft, da die meisten Betriebsratsmitglieder auch Mitglied einer Gewerkschaft sind. An mehreren Stellen des Betriebsverfassungsgesetzes ist die Rolle der Gewerkschaften angesprochen:
- Zusammenarbeit von Betriebsrat und Gewerkschaft (§ 2, Abs. 1 BetrVG);
- Zutrittsrecht der Beauftragten der Gewerkschaft zum Betrieb (§ 2, Abs. 2 BetrVG);
- Teilnahme der Beauftragten der Gewerkschaft an Betriebsratssitzungen und Betriebsversammlungen (§ 31 und § 46 BetrVG);
- Aufstellung von Wahlvorschlägen (Listen) für die Betriebsratswahl (§ 14 Abs. 3 BetrVG).[44]

## Position von Personalvorständen zu Betriebsräten
Für die Mitglieder von Betriebsräten ist von großer Bedeutung, wie sie von Personalvorständen und Personalbereichsleitern gesehen werden. Das Spektrum reicht von freundlicher Kooperation bis zur erklärten Gegnerschaft. Ein Beispiel für die Ziele von Personalvorständen und Personalbereichsleitern im Umgang mit Betriebsratsmitgliedern gibt der Goinger Kreis in seinen Thesen und Forderungen unter dem Stichpunkt „Die Chancen der betrieblichen Mitbestimmung nutzen“: „Nutzen der Betriebsräte als Korrektiv und Sparringspartner. Begleitung des Generationswechsels: Förderung einer neuen Generation von Arbeitnehmervertretern. Keine karriereschädliche Brandmarkung von Betriebsratstätigkeit.“
Aus einer Studie der Hans-Böckler-Stiftung aus dem Jahr 2020 geht hervor, dass bei fast der Hälfte der untersuchten Fälle Unternehmen versuchten, Betriebsratswahlen zu behindern. So kam es zu Einschüchterungen, Aufforderungen zum Rücktritt von Betriebsräten und zur Anwendung juristischer Mittel. Eine Folgestudie von 2024 attestiert eine Verschärfung der unrechtmäßigen Interventionen. Demnach würden mehr als 20 Prozent aller Betriebsratgründungen durch Intervention des Arbeitgebers verhindert, was insbesondere für inhabergeführte Unternehmen gelte.

## Weitere Mitwirkungsgremien
- Jugend- und Auszubildendenvertretung: Interessenvertretung der Jugendlichen unter 18 Jahren und Auszubildenden (altersunabhängig). Zu wählen in allen Betrieben und Dienststellen, die mindestens fünf Jugendliche und Auszubildende beschäftigen.
- Schwerbehindertenvertretung: Interessenvertretung der Schwerbehinderten. Zu wählen in allen Betrieben und Dienststellen, in denen mindestens fünf schwerbehinderte Arbeitnehmer beschäftigt sind.
- Wirtschaftsausschuss: Organ zur gegenseitigen Unterrichtung von Betriebsführung und Betriebsrat in wirtschaftlichen Angelegenheiten. Einzusetzen in Unternehmen mit mehr als 100 Arbeitnehmern. Mitglieder werden durch den Betriebsrat bestimmt.
- Sprecherausschuss: Interessenvertretung der leitenden Angestellten. Wählbar in allen Betrieben mit mindestens zehn leitenden Angestellten. Die leitenden Angestellten werden nicht durch den Betriebsrat vertreten.

## Verbreitung
Die repräsentativen Daten des IAB-Betriebspanels 2018 über die Verbreitung von Betriebsräten zeigen, dass es in zahlreichen kleineren und mittleren Betrieben trotz der gesetzlichen Vorkehrungen keinen Betriebsrat gibt. Insbesondere in Betrieben mit unter 100 Beschäftigten, in denen über die Hälfte aller abhängig Beschäftigten arbeiten, ist eine betriebliche Interessenvertretung häufig nicht vorhanden; in besonderem Maße trifft dies für Betriebe der Größenordnung von 5 bis 20 Beschäftigten zu. Nach der Erhebung von 2018 hatten 9 % der Betriebe mit mehr als fünf Beschäftigten einen Betriebsrat und wurden 41 % der Beschäftigten in der Privatwirtschaft von einem Betriebsrat vertreten. In Ostdeutschland ist die Vertretungsdichte mit 35 % der Beschäftigten geringer als in Westdeutschland mit 42 %.
Seit 2004 findet jährlich der „Deutsche BetriebsräteTag“ statt, eine bundesweite Veranstaltung, auf der Betriebsräte mit Experten und Spitzenvertretern beider Sozialpartner und staatlicher Institutionen zusammentreffen und öffentlich diskutieren. Im Laufe der Jahre wurde diese Veranstaltung mehr und mehr zu einem repräsentativen „Parlament der Betriebsräte“. In Kooperation mit DGB, Otto-Brenner-Stiftung und Bund-Verlag wird hier auch der Deutsche Betriebsräte-Preis verliehen, der erfolgreiche Praxis-Beispiele der Betriebsratsarbeit auszeichnet.

## Trivia
In der Fernsehsendung Monitor am 14. Mai 2009 berichtete ein Mitarbeiter einer Baumarktkette, dass Mitarbeiter, die zwischen einer Filiale mit Betriebsrat und einer ohne Betriebsrat wechseln wollten, von Abteilungsleitern als betriebsratsverseucht bezeichnet würden. Die Aktion Unwort des Jahres wählte dieses Wort zum Unwort des Jahrs 2009. Es sei ein sprachlicher Tiefpunkt im Umgang mit Lohnabhängigen.
Zahlreiche Unternehmensleitungen versuchen eine Betriebsratsgründung zu verhindern, indem sie großzügig und freiwillig Alternativen anbieten („Vertrauensräte“ bei Würth etc.). Eine andere Variante der Umgehung ist es, wenn Betriebsratsgegner sich gezielt in den Betriebsrat wählen lassen.

### Geschichte der Betriebsräte
- Hermann Kotthoff: Betriebsräte und Bürgerstatus. Wandel und Kontinuität betrieblicher Mitbestimmung. Rainer Hampp Verlag, München/Mering 1994, ISBN 3-87988-095-6.
- Werner Milert, Rudolf Tschirbs: Die andere Demokratie. Betriebliche Interessenvertretung in Deutschland, 1848 bis 2008. Klartext Verlag, Essen 2012. ISBN 978-3-8375-0742-3.
- Klaus Neumann: Freiheit am Arbeitsplatz. Betriebsdemokratie und Betriebsräte in Deutschland und Schweden, 1880–1950. Campus Verlag, Frankfurt am Main/New York 2015, ISBN 978-3-593-50491-9.

### Soziologische und sozialpsychologische Studien
- Andreas Drinkuth: Eine soziale Elite – die Betriebsräte. 20 Porträts. Schüren, Marburg 2010, ISBN 978-3-89472-230-2.
- Norbert Gulmo: Psychische Belastungen und Bewältigungsmöglichkeiten von Arbeitnehmervertretern – Stress und damit verbundene gesundheitsbeeinträchtigende sowie -fördernde Faktoren bei Betriebsräten und Schwerbehindertenvertretungen in Deutschland. 2008, ISBN 978-3-86618-221-9.
- Juri Hälker: Betriebsräte in Rollenkonflikten. Betriebspolitisches Denken zwischen Co-Management und Gegenmacht. Rainer Hampp Verlag, München/Mering 2004, ISBN 3-87988-800-0.
- Jürgen Prott: Zukunft für Betriebsräte – Perspektiven gewerkschaftlicher Betriebspolitik. Westfälisches Dampfboot, Münster 2013, ISBN 978-3-89691-948-9.
- Martin Schwarz-Kocher, Eva Kirner, Jürgen Dispan, Angela Jäger, Ursula Richter, Bettina Seibold, Ute Weißfloch: Interessenvertretungen im Innovationsprozess. Der Einfluss von Mitbestimmung und Beschäftigtenbeteiligung auf betriebliche Innovationen. Edition Sigma, Berlin 2011, ISBN 978-3-8360-8725-4.
- Erhard Tietel: Konfrontation – Kooperation – Solidarität. Betriebsräte in der sozialen und emotionalen Zwickmühle. edition sigma, Berlin 2006, ISBN 3-8360-8679-4.

### Betriebsräte in Arbeitsrecht und Praxis
- Ingrid Artus / Clemens Kraetsch / Sile Röbenack: Betriebsratsgründungen. Typische Prozesse, Strategien und Probleme – eine Bestandsaufnahme. Nomos/edition sigma, Baden-Baden 2015, ISBN 978-3-8487-2517-5.
- Heiner Minssen, Christian Riese: Professionalität der Interessenvertretung. Arbeitsbedingungen und Organisationspraxis von Betriebsräten. edition sigma, Berlin 2007, ISBN 978-3-8360-8683-7.
- Matthias Müller: Die Institution Betriebsrat aus personalwirtschaftlicher Sicht. Rainer Hampp Verlag, München/Mering 2005, ISBN 3-87988-938-4.
- Peter Skupnik: Betriebsratsmanagement, Die wirksame Organisation verantwortungsvoller Mitarbeiterinteressenvertretung. expert-verlag, Renningen 2003, ISBN 3-8169-2147-7.
- Eva-Maria Stoppkotte, Thorsten Halm: Erfolgreiche Betriebsratsarbeit in Krisenzeiten. 90 Beispiele einer erfolgreichen Interessenvertretung – Dokumentation zum Deutschen Betriebsräte-Preis 2009. Bund-Verlag, 2010, ISBN 978-3-7663-3989-8.
- Wolfram Wassermann: Betriebsräte. Akteure für Demokratie in der Arbeitswelt. Verlag Westfälisches Dampfboot, Münster 2002, ISBN 3-89691-523-1.
- Uwe Wilkesmann, Maximiliane Wilkesmann, Alfredo Virgillito, Tobias Bröcker: Erwartungen an Interessenvertretungen. edition sigma, Berlin 2011, ISBN 978-3-8360-8726-1.
- Garnet Alps, Carsten Maaß, Hartmut Meine, Uwe Stoffregen: Gewerkschaft, ja bitte! – Ein Handbuch für Betriebsräte, Vertrauensleute und Aktive, 4. Auflage, VSA Verlag, 2023, Hamburg, ISBN 978-3-96488-160-1

- AiB Arbeitsrecht im Betrieb – Zeitschrift für Betriebsratsmitglieder. Bund-Verlag GmbH, Frankfurt, ISSN 0174-1225
- Betriebsrat intern. Fachzeitschrift, i. b. m. Institut für Betriebliche Mitbestimmung, ISSN 1863-2327
- Urteilsdienst für den Betriebsrat, Aktuelle Rechtsprechung, Ihre Mitbestimmungsrechte als Betriebsrat, Rechtssichere Interessenvertretung Ihrer Kollegen; Verlag für die Deutsche Wirtschaft AG, Bonn, ISSN 1614-2179